# Arttu Tuominen

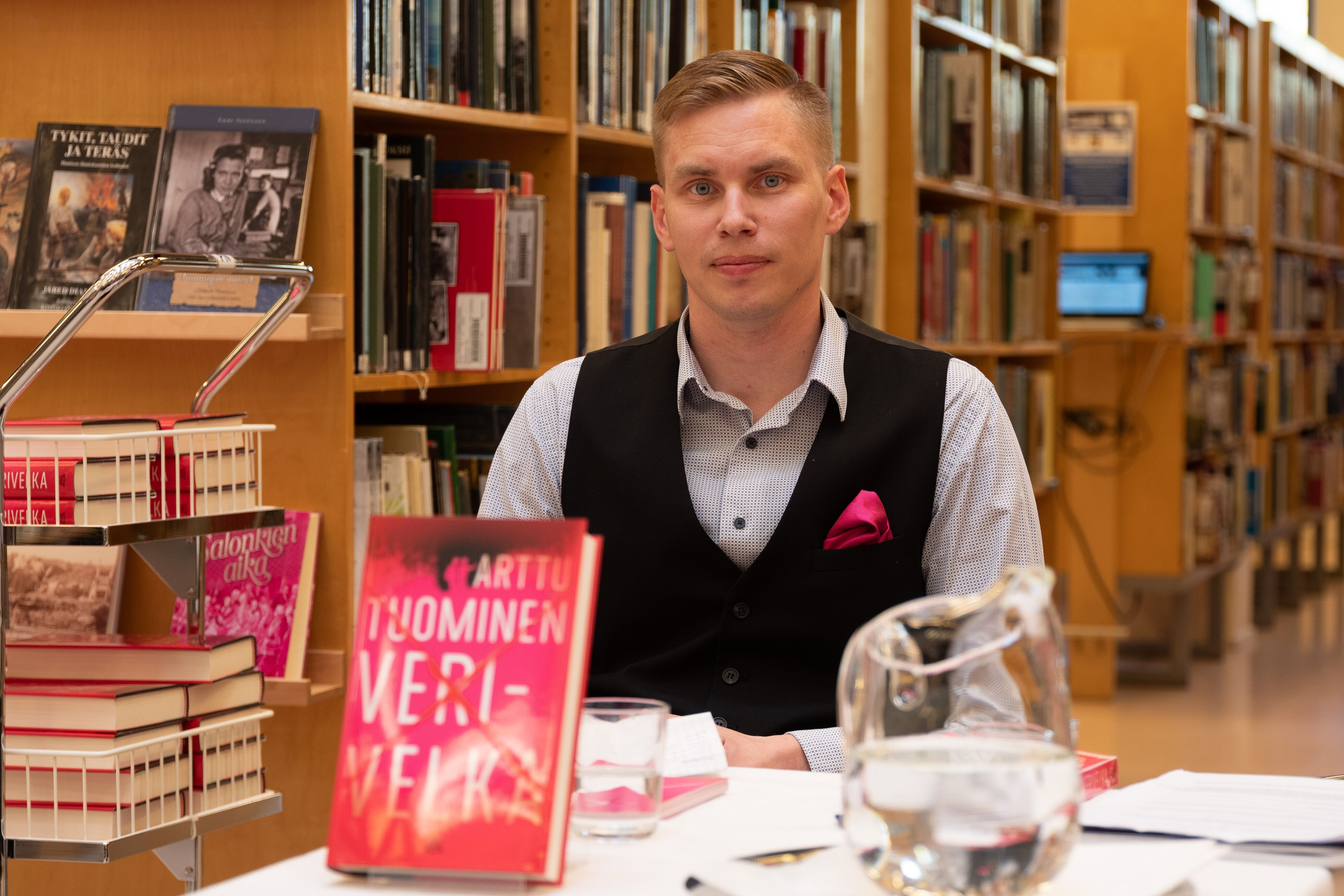
Arttu Tuominen – Erstes Buch der Delta-Serie: Buchvorstellung in der Stadtbibliothek Pori 2019, Foto: Kari Pyy

Arttu Tuominen (* 16. November 1981 in Pori) ist ein finnischer Autor.

## Leben und Werk
Tuominen lebt mit seiner Familie in Pori und arbeitet als Ingenieur für Umwelttechnik bei der Stadt Pori.
Der erste Band Was wir verschweigen seiner auf sechs Bände angelegten Delta-Serie erschien 2021 bei Bastei Lübbe und schaffte es auf Anhieb auf die Spiegel-Bestsellerliste. Im Mittelpunkt steht der Polizeioberkommissar Jari Paloviita mit seinem Team bestehend aus Henrik Oksman und Linda Toivonen sowie ab Band 2 der Teamleiterin Susanna Manner.
«Arttu Tuominens Romane überzeugen, weil sie mehr sind als packende Kriminalgeschichten. Sie sind einfühlsame Beschreibungen von Menschen, die mit ihren ganz persönlichen Problemen und inneren Konflikten zu kämpfen haben. Gleichzeitig ist der Roman ein Spiegelbild aktueller sozialer Auseinandersetzungen, die aufzeigen, wie groß die gesellschaftliche Kluft in vielen Bereichen des Miteinanders ist.»
Tuominens Werke wurden bisher in acht Sprachen übersetzt.

## Preise
Der erste Band der Delta-Reihe Verivelka (dt. Was wir verschweigen) erschien 2019 bei WSOY und wurde im Jahr 2020 mit dem Preis für den besten Krimi Finnlands ausgezeichnet.
Im Jahr 2021 war Was wir verschweigen für den Nordischen Krimipreis (Skandinavischer Krimipreis Glasnyckeln) nominiert.
Der zweite Band der Delta-Serie Hyvitys (dt. Was wir verbergen) wurde 2023 in Dänemark als erstes Buch eines finnischen Schriftstellers mit dem renommierten Palle-Rosenkrantz-Preis ausgezeichnet. Die dänische Übersetzung Sendebuddet stammt von Siri Nordborg Møller.
Anlässlich des 40-jährigen Bestehens der Finnischen Krimigesellschaft Dekkariseura wurde Arttu Tuominen im Herbst 2024 in einer Umfrage von den Lesern zum beliebtesten Krimi-Autor Finnlands gewählt. «Platz 2 und 3 belegten Seppo Jokinen und Leena Lehtolainen. Insgesamt erhielten 137 Autoren mindestens eine Stimme, was die Breite und hohe Qualität des Genres widerspiegelt. Agatha Christie war die klare Siegerin in der Kategorie der ausländischen Autoren. Die Stimmen für ausländische Autoren verteilten sich auf 222 Autoren.»

## Werke
Labyrintti-Serie
- Muistilabyrintti. Espoo: Myllylahti, 2015, ISBN 978-952-202-609-5.
- Murtumispiste. Espoo: Myllylahti, 2016, ISBN 978-952-202-692-7.
- Silmitön. Espoo: Myllylahti, 2017, ISBN 978-952-202-835-8.
- Leipuri. Espoo: Myllylahti, 2018, ISBN 978-952-202-936-2.

Delta-Serie
- Was wir verschweigen. (Originalausgabe: Verivelka. Helsinki: WSOY, 2019, ISBN 978-951-0-43645-5.) Dt. Übersetzung von Anke Michler-Janhunen, Bastei Lübbe 2021, ISBN 978-3-7857-2761-4, Taschenbuch-Ausgabe ISBN 978-3-404-18850-5.
- Was wir verbergen. (Originalausgabe: Hyvitys. Helsinki: WSOY, 2020, ISBN 978-951-0-44205-0.) Dt. Übersetzung von Anke Michler-Janhunen, Bastei Lübbe 2022, ISBN 978-3-7857-2811-6, Taschenbuch-Ausgabe ISBN 978-3-404-19216-8.
- Was wir nie verzeihen. (Originalausgabe: Vaiettu. Helsinki: WSOY, 2021, ISBN 978-951-0-46349-9.) Dt. Übersetzung von Anke Michler-Janhunen, Bastei Lübbe 2023, ISBN 978-3-7857-2859-8, Taschenbuch-Ausgabe ISBN 978-3-404-19382-0.
- Was wir ihnen antun. (Originalausgabe: Häväistyt. Helsinki: WSOY, 2022, ISBN 978-951-0-47823-3.) Dt. Übersetzung von Anke Michler-Janhunen, Bastei Lübbe 2024, ISBN 978-3-7577-0059-1.
- Was wir nicht sehen wollen. (Originalausgabe: Vapahtaja. Helsinki: WSOY, 2023, ISBN 978-951-0-47826-4.) Dt. Übersetzung von Anke Michler-Janhunen, Bastei Lübbe 2025, ISBN 978-3-7577-0146-8.
- Lavastaja. Helsinki: WSOY, 2024, ISBN 978-951-0-47829-5.

## E-Book
Alle Titel erschienen auch als E-Book (epub).

## Hörbücher
- Was wir verschweigen. Ungekürzt. Gelesen von Wolfram Koch. 769 Minuten. 2 MP3-CDs, Lübbe Audio 2021, ISBN 978-3-7857-8408-2.
- Was wir verbergen. Ungekürzt. Gelesen von Wolfram Koch. 743 Minuten. Hörbuch (MP3-Download), Lübbe Audio 2022, ISBN 978-3-7540-0439-5.
- Was wir nie verzeihen. Ungekürzt. Gelesen von Nicole Engeln. 723 Minuten. Hörbuch (MP3-Download), Lübbe Audio 2023, ISBN 978-3-7540-0963-5.
- Was wir ihnen antun. Ungekürzt. Gelesen von Nicole Engeln. 671 Minuten. Hörbuch (MP3-Download), Lübbe Audio 2024, ISBN 978-3-7540-1529-2.
- Was wir nicht sehen wollen. Ungekürzt. Gelesen von Nicole Engeln. Hörbuch (MP3-Download), Lübbe Audio 2025, ISBN 978-3-7540-2040-1.